# Halové mistrovství České republiky v atletice 1995
Halové mistrovství ČR v atletice 1995 se uskutečnilo ve dnech 25.–26. února 1995 v Praze. 

## Medailisté

### Muži
| Soutěž                       | Zlato                     | Stříbro                 | Bronz                                                       |
| 50 m                         | Ivo Krsek 5.78            | Jiří Valík 5.86         | Martin Šimůnek 5.87                                         |
| 200 m                        | Walter Pilch 21.81        | Jiří Ondráček 21.87     | Jiří Šveněk 22.03                                           |
| 400 m                        | Lukáš Souček 47.84        | Jiří Benda 48.12        | Milan Vyroubal 48.81                                        |
| 800 m                        | Pavel Soukup 1:50.21      | Kamil Hůrka 1:52.96     | Luboš Stloukal 1:53.20                                      |
| 1500 m                       | Lukáš Vydra 3:43.71       | Michael Nejedlý 3:45.66 | Zdeněk Dúbravčík 3:49.38                                    |
| 3000 m                       | Milan Drahoňovský 8:01.28 | Michael Nejedlý 8:08.54 | Radomír Soukup 8:10.82                                      |
| 50 m př.                     | Jiří Hudec 6.52           | Tomáš Dvořák 6.63       | Jan Poděbradský 6.74                                        |
| Skok do výšky                | Jan Janků 219             | Radek Čermák 216        | Tomáš Janků 216                                             |
| Skok o tyči                  | Jan Netscher 566          | Zdeněk Šafář 540        | František Jansa, Pavel Beran Martin Kysela, Karel Janko 510 |
| Skok daleký                  | Milan Gombala 803         | Róbert Michalík 787     | Roman Orlík 778                                             |
| Trojskok                     | Jaroslav Mrštík 16.20     | Jiří Smetana 15.90      | Michal Coubal 15.77                                         |
| Vrh koulí                    | Martin Bílek 18.19        | Miroslav Menc 17.78     | Remigius Machura 16.94                                      |
| Sedmiboj Praha 4. – 5.3.1995 | Jan Poděbradský 5876 bodů | Kamil Damašek 5831 bodů | Aleš Hončl 5182 bodů                                        |

### Ženy
| Soutěž                      | Zlato                        | Stříbro                    | Bronz                            |
| 50 m                        | Zdeňka Mušínská 6.29         | Štěpánka Klapáčová 6.45    | Radana Volná 6.55                |
| 200 m                       | Naděžda Koštovalová 24.03    | Hana Benešová 24.11        | Štěpánka Klapáčová 24.23         |
| 400 m                       | Helena Dziurová 52.27        | Hana Benešová 52.51        | Denisa Obdržálková-Němcová 54.06 |
| 800 m                       | Ludmila Formanová 2:04.19    | Andrea Šuldesová 2:05.03   | Radka Lukavská 2:07.33           |
| 1500 m                      | Jana Biolková 4:34.54        | Lada Brázdilová 4:37.92    | Martina Vendová 4:41.25          |
| 3000 m                      | Jana Kučeríková 9:25.23      | Lada Brázdilová 9:48.21    | Jitka Bělohlávková 10:06.61      |
| 50 m př.                    | Iveta Rudová-Prellerová 7.07 | Petra Šímová 7.22          | Dagmar Urbánková 7.33            |
| Skok do výšky               | Šárka Makowková 188          | Zuzana Kováčiková 186      | Alena Nezdařilová-Varcholová 181 |
| Skok o tyči                 | Daniela Bártová 409          | Šárka Mládková 365         | Daniela Nováková 320             |
| Skok daleký                 | Dagmar Urbánková 624         | Alice Matějková 612        | Helena Vinařová 610              |
| Trojskok                    | Šárka Kašpárková 14.10       | Martina Koudelková 12.42   | Renata Staňová 12.10             |
| Vrh koulí                   | Zdeňka Šilhavá 16.33         | Alice Matějková 15.96      | Jitka Svatošová 14.21            |
| Pětiboj Praha 4. – 5.3.1995 | Dagmar Urbánková 4301 bodů   | Kateřina Nekolná 3964 bodů | Renata Staňová 3797 bodů         |